# Meus Prêmios Nick 2016
O  Meus Prêmios Nick 2016 foi a 17ª edição da  premiação. Aconteceu no dia 20 de outubro no Citibank Hall em São Paulo. A premiação foi apresentada pelo youtuber Christian Figueiredo. 

## Televisão

### Programa Internacional Favorito
| Indicado          | Resultado | País           |
| ----------------- | --------- | -------------- |
| Agente K.C        | Indicado  | Estados Unidos |
| Ana e os Robôs    | Indicado  | Canadá         |
| Eu Sou Franky     | Venceu    | Colômbia       |
| Game Shakers      | Indicado  | Estados Unidos |
| Esquadrão Bizarro | Indicado  | Canadá         |
| Sou Luna          | Indicado  | Argentina      |

### Programa da Nick Favorito
| Indicado                                   | Resultado | País           |
| ------------------------------------------ | --------- | -------------- |
| 100 Coisas Para fazer Antes do High School | Indicado  | Estados Unidos |
| Bella e os Bulldogs                        | Indicado  | Estados Unidos |
| Eu Sou Franky                              | Venceu    | Colômbia       |
| Game Shakers                               | Indicado  | Estados Unidos |
| Nicky, Ricky, Dicky & Dawn                 | Indicado  | Estados Unidos |
| The Thundermans                            | Indicado  | Estados Unidos |

### Animação Brasileira Favorita
| Indicado                 | Resultado | País   |
| ------------------------ | --------- | ------ |
| A Turma da Mônica        | Venceu    | Brasil |
| Dino Aventuras           | Indicado  | Brasil |
| Os Under-Undergrounds    | Indicado  | Brasil |
| Sítio do Picapau Amarelo | Indicado  | Brasil |
| SOS Fada Manu            | Indicado  | Brasil |
| Zica e os Camaleões      | Indicado  | Brasil |

### Animação Internacional Favorita
| Indicado                            | Resultado | País           |
| ----------------------------------- | --------- | -------------- |
| Alvinnn!!! e os Esquilos            | Indicado  | Estados Unidos |
| Bob Esponja                         | Venceu    | Estados Unidos |
| Gravity Falls                       | Indicado  | Estados Unidos |
| Miraculous: As Aventuras de Ladybug | Indicado  | França/ Japão  |
| Teen Titans Go!                     | Indicado  | Estados Unidos |
| The Loud House                      | Indicado  | Estados Unidos |

## Música

### Cantor Favorito
| Indicado       | Resultado | País   |
| -------------- | --------- | ------ |
| Luan Santana   | Venceu    | Brasil |
| MC Gui         | Indicado  | Brasil |
| Nego do Borel  | Indicado  | Brasil |
| Projota        | Indicado  | Brasil |
| Tiago Iorc     | Indicado  | Brasil |
| Wesley Safadão | Indicado  | Brasil |

### Cantora Favorita
| Indicado     | Resultado | País   |
| ------------ | --------- | ------ |
| Anitta       | Venceu    | Brasil |
| Ludmilla     | Indicado  | Brasil |
| Manu Gavassi | Indicado  | Brasil |
| Paula Mattos | Indicado  | Brasil |
| Pitty        | Indicado  | Brasil |
| Tiê          | Indicado  | Brasil |

### Música do Ano
| Indicado           | Artista                               | Resultado | País   |
| ------------------ | ------------------------------------- | --------- | ------ |
| "24 Horas por Dia" | Ludmilla                              | Indicado  | Brasil |
| "Aquele 1%"        | Marcos e Belutti part. Wesley Safadão | Indicado  | Brasil |
| "Bang"             | Anitta                                | Indicado  | Brasil |
| "Chuva de Arroz"   | Luan Santana                          | Indicado  | Brasil |
| "Ela Só Quer Paz"  | Projota                               | Venceu    | Brasil |
| "Não Me Toca"      | Zé Felipe ft. Ludmilla                | Indicado  | Brasil |

### Revelação Musical
| Indicado         | Resultado | País   |
| ---------------- | --------- | ------ |
| Maiara & Maraisa | Indicado  | Brasil |
| Matheus & Kauan  | Indicado  | Brasil |
| MC Soffia        | Indicado  | Brasil |
| Tiago Iorc       | Indicado  | Brasil |
| Wesley Safadão   | Indicado  | Brasil |
| Zé Felipe        | Venceu    | Brasil |

### Artista Internacional Favorito
| Indicado      | Resultado | País           |
| ------------- | --------- | -------------- |
| One Direction | Indicado  | Reino Unido    |
| Ariana Grande | Indicado  | Estados Unidos |
| Demi Lovato   | Indicado  | Estados Unidos |
| Selena Gomez  | Indicado  | Estados Unidos |
| Fifth Harmony | Venceu    | Estados Unidos |
| Justin Bieber | Indicado  | Canadá         |

## Cinema

### Filme Favorito
| Indicado                                | Resultado | País           |
| --------------------------------------- | --------- | -------------- |
| As Tartarugas Ninja: Fora das Sombras   | Indicado  | Estados Unidos |
| Batman vs Superman: A Origem da Justiça | Indicado  | Estados Unidos |
| Capitão América: Guerra Civil           | Venceu    | Estados Unidos |
| Carrossel 2: O Sumiço de Maria Joaquina | Indicado  | Brasil         |
| Mogli: O Menino Lobo                    | Indicado  | Estados Unidos |
| Star Wars: O Despertar da Força         | Indicado  | Estados Unidos |

### Filme Favorito de Animação
| Indicado                        | Resultado | País                      |
| ------------------------------- | --------- | ------------------------- |
| A Era do Gelo: O Big Bang       | Indicado  | Estados Unidos            |
| Angry Birds: O Filme            | Indicado  | Finlândia/ Estados Unidos |
| Kung Fu Panda 3                 | Indicado  | Estados Unidos/ Chile     |
| O Bom Dinossauro                | Indicado  | Estados Unidos            |
| Procurando Dory                 | Venceu    | Estados Unidos            |
| Zootopia: Essa Cidade é o Bicho | Indicado  | Estados Unidos            |

## Internet

### Canal Favorito do YouTube
| Indicado         | Resultado | País   |
| ---------------- | --------- | ------ |
| Capricho         | Indicado  | Brasil |
| Galo Frito       | Indicado  | Brasil |
| Manual do Mundo  | Venceu    | Brasil |
| OK!OK!           | Indicado  | Brasil |
| Parafernalha     | Indicado  | Brasil |
| Porta dos Fundos | Indicado  | Brasil |

### Canal Musical Favorito
| Indicado        | Resultado | País   |
| --------------- | --------- | ------ |
| Castro Brothers | Indicado  | Brasil |
| Gabi Luthai     | Indicado  | Brasil |
| Mariana Nolasco | Indicado  | Brasil |
| Mussoumano      | Indicado  | Brasil |
| Sofia Oliveira  | Venceu    | Brasil |
| Tauz            | Indicado  | Brasil |

### Youtuber Feminina Favorita
| Indicado                         | Resultado | País   |
| -------------------------------- | --------- | ------ |
| Kéfera Buchmann (5inco Minutos)  | Venceu    | Brasil |
| Bruna Vieira                     | Indicado  | Brasil |
| Julia Tolezano (JoutJout Prazer) | Indicado  | Brasil |
| Nah Cardoso                      | Indicado  | Brasil |
| Niina Secrets                    | Indicado  | Brasil |
| Taciele Alcolea                  | Indicado  | Brasil |

### Youtuber Masculino Favorito
| Indicado                            | Resultado | País   |
| ----------------------------------- | --------- | ------ |
| Christian Figueiredo (Eu Fico Loko) | Indicado  | Brasil |
| Felipe Castanhari (Nostalgia)       | Indicado  | Brasil |
| Gustavo Stockler (Nomegusta)        | Indicado  | Brasil |
| Júlio Cocielo (CanalCanalha)        | Indicado  | Brasil |
| Lucas Feuerschütte (Luba TV)        | Venceu    | Brasil |
| Whindersson Nunes                   | Indicado  | Brasil |

### Canal de Games Favorito
| Indicado       | Resultado | País   |
| -------------- | --------- | ------ |
| AuthenticGames | Indicado  | Brasil |
| CoisaDeNerd    | Indicado  | Brasil |
| Malena0202     | Indicado  | Brasil |
| rezendeevil    | Venceu    | Brasil |
| VenomExtreme   | Indicado  | Brasil |
| Zangado        | Indicado  | Brasil |

## Pessoas

### Gato Trendy
| Indicado             | Resultado | País   |
| -------------------- | --------- | ------ |
| Caio Castro          | Indicado  | Brasil |
| Christian Figueiredo | Venceu    | Brasil |
| Federico Devito      | Indicado  | Brasil |
| Felipe Titto         | Indicado  | Brasil |
| Luan Santana         | Indicado  | Brasil |
| Nicolas Prattes      | Indicado  | Brasil |

### Gata Trendy
| Indicado                | Resultado | País      |
| ----------------------- | --------- | --------- |
| Anitta                  | Indicado  | Brasil    |
| Maju Trindade           | Indicado  | Brasil    |
| María Gabriela de Faría | Indicado  | Venezuela |
| Marina Ruy Barbosa      | Indicado  | Brasil    |
| Nah Cardoso             | Indicado  | Brasil    |
| Thati Lopes             | Indicado  | Brasil    |
| Thaynara OG             | Venceu    | Brasil    |

### Humorista Favorito
| Indicado          | Resultado | País   |
| ----------------- | --------- | ------ |
| Dani Calabresa    | Indicado  | Brasil |
| Fábio Porchat     | Indicado  | Brasil |
| Marco Luque       | Indicado  | Brasil |
| Marcus Majella    | Indicado  | Brasil |
| Rafael Portugal   | Indicado  | Brasil |
| Whindersson Nunes | Venceu    | Brasil |

## Esportes

### Atleta do Ano
| Indicado                             | Resultado | País   |
| ------------------------------------ | --------- | ------ |
| Adriano de Souza "Mineirinho" (Surf) | Indicado  | Brasil |
| Anderson Varejão (Basquete)          | Indicado  | Brasil |
| Flávia Saraiva (Ginasta)             | Venceu    | Brasil |
| Fabiana Claudino (Vôlei)             | Indicado  | Brasil |
| Gabriel Jesus (Futebol)              | Indicado  | Brasil |
| Mayra Aguiar (Judô)                  | Indicado  | Brasil |

## Literatura

### Livro Favorito
| Indicado                                                              | Resultado | País           |
| --------------------------------------------------------------------- | --------- | -------------- |
| A Seleção (Kiera Cass)                                                | Indicado  | Estados Unidos |
| As Crônicas de Nárnia (C. S. Lewis)                                   | Indicado  | Irlanda        |
| Diário de um Banana (Jeff Kinney)                                     | Venceu    | Estados Unidos |
| Harry Potter (J. K. Rowling)                                          | Indicado  | Reino Unido    |
| O Orfanato da Srta. Peregrine Para Crianças Peculiares (Ransom Riggs) | Indicado  | Estados Unidos |
| Star Wars: Academia Jedi (Jeffrey Brown)                              | Indicado  | Estados Unidos |

## Jogos

### Game Favorito
| Indicado       | Resultado | País           |
| -------------- | --------- | -------------- |
| FIFA           | Indicado  | Estados Unidos |
| Minecraft      | Indicado  | Suécia         |
| Piano Tiles    | Indicado  | Estados Unidos |
| Pokémon GO     | Venceu    | Estados Unidos |
| Pou            | Indicado  | Estados Unidos |
| Subway Surfers | Indicado  | Dinamarca      |
| Temple Run     | Indicado  | Estados Unidos |